# ورد أجرد الأوراق
ورد أجرد الأوراق (الاسم العلمي:Rosa glabrifolia) هو نوع من النباتات يتبع جنس الورد من الفصيلة الوردية.